# موهوب بن ظافر السكري
موهوب بن ظافر بن جابر بن منصور السكري وكنيته أبو الفضل، كاتب وطبيب مسلم.

## سيرته
أصل أجداده من الموصل إذ وُلِد جده الطبيب جابر بن منصور السكري في الموصل وكذلك والده الطبيب ظافر بن جابر السكري وماتا في حلب، ولكنه من حلب مولداً ووفاةً، عاش في القرن الخامس الهجري.
كان طبيباً فاضلاً في صناعة الطب، مشهوراً في مجاله، ومتميزاً في عمله. ترجم له ابن أبي أصيبعة في كتابه عيون الأنباء في طبقات الأطباء، وكل المعلومات عنه من هذه الترجمة.
كان لأبو الفضل موهوب بن ظافر بن جابر بن منصور السكري من الكتب كتاباً واحداً فقط هُوّ «اختصار كتاب المسائل لحنين بن إسحق»، وهُوّ كتاب في الطب.
عائلة موهوب كانت من أكابر العوائل الطبية في الموصل وحلب، إذ أنَّ جده جابر بن منصور السكري كان طبيباً مشهوراً، ووالده ظافر بن جابر السكري كان طبيباً مشهوراً وهُوّ كان من الأطباء المشهورين وابنه جابر بن موهوب السكري كان من الأطباء الفضلاء.